# Nienburg (Weser)
Nienburg (Weser) − miasto powiatowe w Niemczech leżące w kraju związkowym Dolna Saksonia, siedziba powiatu Nienburg (Weser). Miasto znajduje się nad rzeką Wezerą, ok. 55 km na południowy wschód od Bremy.

## Historia

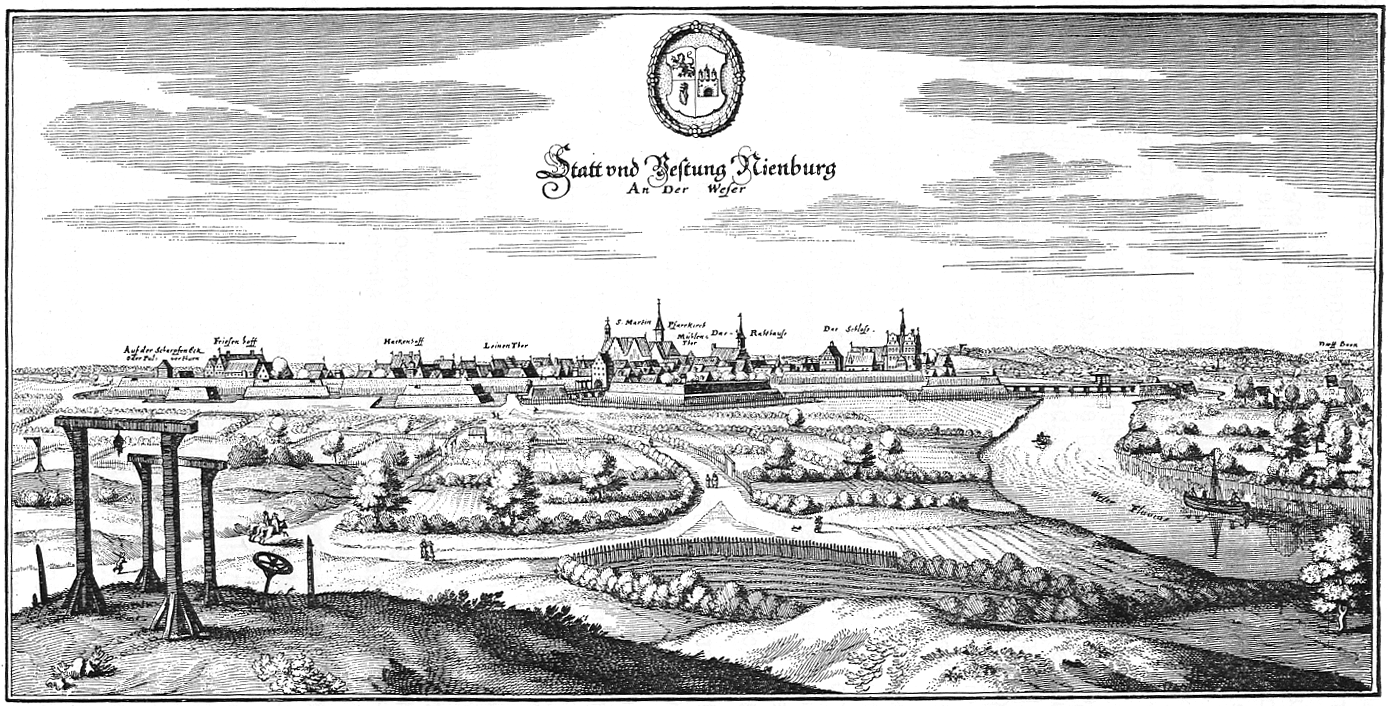
Panorama miasta i twierdzy z 1650 r.

Pierwsze wzmianki o „Nowym Zamku” (niem. Neue Burg) pochodzą z 1025 r. Drogi wodne oraz drogi handlowe prowadzące przez te tereny sprzyjały osadnictwu co potwierdzają archeolodzy, którzy odnaleźli ślady dużo wcześniejszego osadnictwa na terenie miasta. 
W 1215 r. Graf Henryk I von Hoya przeniósł do miasta swoją siedzibę. Z tego okresu pochodzą też obronne umocnienia miasta. Miasto rozwijało się prężnie otrzymując z czasem prawa do organizowania targów i bicia własnej monety.
W 1582 r. wymarł ród von Hoya i miasto wraz z hrabstwem stało się własnością książąt von Braunschweig-Lüneburg.
Z czasem miasto stało się bardzo ważną twierdzą, chroniącą drogę wodną pomiędzy Porta Westfalica a Bremą. W czasie wojny trzydziestoletniej miasto zostało w części zniszczone. Po wojnie odbudowano umocnienia twierdzy, które rozebrano dopiero po przejściu wojsk napoleońskich, co wpłynęło na przyspieszenie rozwoju miasta. W 1847 otwarto linię kolejową Hanower – Brema, co wraz ze wzrastającym znaczeniem żeglugi parowej, spowodowało rozwój przemysłu wokół miasta.
Do dzisiaj miasto jest siedzibą huty szkła, fabryk nawozów sztucznych, zakładów chemicznych i zakładów obróbki metali. Wysoka industrializacja miasta była silnym magnesem dla emigrantów. Przed I wojną światową przybywali tutaj Polacy, Rosjanie, Finowie. Po II wojnie światowej przybywali Niemcy z terenów zajętych przez Sowietów, a obecnie Grecy, Włosi i wiele innych nacji. W 1974 r. w ramach reformy wcielono do miasta mniejsze miejscowości, które utworzyły wspólnie nowe miasto Nienburg (Weser), obecnie (2008 r. z 31.582 mieszkańcami.

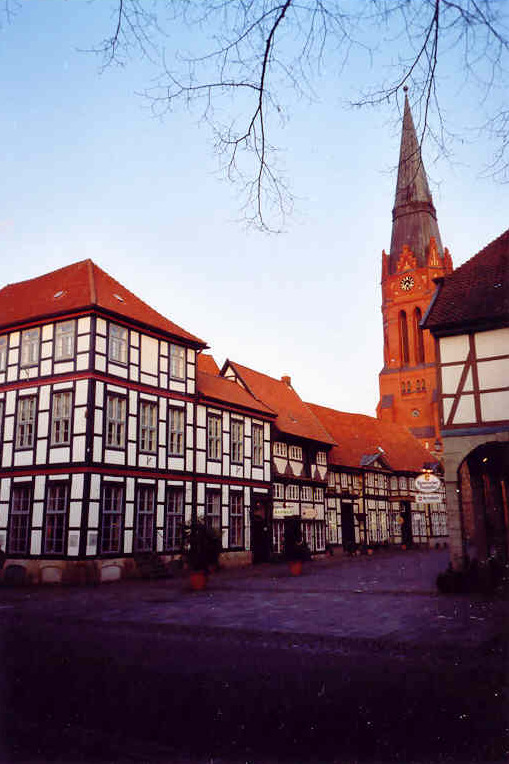
Kościół Św. Marcina w Nienburgu

## Dzielnice
W skład miasta wchodzą następujące dzielnice: Nordertor, Leintor, Lehmwandlung, Alpheide, Wölpe, Erichshagen, Holtorf, Langendamm, Schäferhof/Kattriede.

## Polityka
W Radzie Miasta zasiada 38 radnych: SPD 17, CDU 14, Zieloni 3, FDP 2, Linkspartei 1, bezpartyjny 1.

## Współpraca
- Bartoszyce, Polska
- Dendermonde, Belgia
- Las Cruces, USA
- Nienburg (Saale), Saksonia-Anhalt
- Віцебск (Witebsk), Białoruś

## Komunikacja
Przez miasto przebiegają drogi krajowe: B6, B214, B215 oraz linia kolejowa Brema – Hanower, ze stacją kolejową.